# Mikroregion Ituiutaba

Mikroregion Ituiutaba

Mikroregion Ituiutaba – mikroregion w brazylijskim stanie Minas Gerais należący do mezoregionu Triângulo Mineiro e Alto Paranaíba.

## Gminy
- Cachoeira Dourada
- Capinópolis
- Gurinhatã
- Ipiaçu
- Ituiutaba
- Santa Vitória